# Cot Reuling
Cot Reuling är en kulle i Indonesien.   Den ligger i provinsen Aceh, i den västra delen av landet, 1 700 km nordväst om huvudstaden Jakarta. Toppen på Cot Reuling är 233 meter över havet.
Terrängen runt Cot Reuling är platt åt nordost, men åt sydväst är den kuperad.Runt Cot Reuling är det ganska tätbefolkat, med 192 invånare per kvadratkilometer. Närmaste större samhälle är Bireun, 7,7 km norr om Cot Reuling. I omgivningarna runt Cot Reuling växer i huvudsak städsegrön lövskog.